# Rivière aux Herbages
Rivière aux Herbages är ett vattendrag i Kanada.   Det ligger i provinsen Québec, i den sydöstra delen av landet, 280 km öster om huvudstaden Ottawa.
I omgivningarna runt Rivière aux Herbages växer i huvudsak lövfällande lövskog. Runt Rivière aux Herbages är det ganska glesbefolkat, med 39 invånare per kvadratkilometer.